# 大洋洲网球联合会
大洋洲网球联合会（Oceania Tennis Federation，简称OTF）是大洋洲地区的体育管理机构，负责该区域网球运动的发展。该联合会于1993年成立，作为国际网球联合会（ITF）的区域性协会，最初由7个成员国组成，旨在促进大洋洲地区网球运动的发展，特别关注小型岛国（领土/属地）和巴布亚新几内亚这些国家和地区，因为澳大利亚和新西兰的网球体系已经相对完善。该组织最初只有七个成员，如今成员名单已扩大至21个国家和地区。
1994年，OTF主席Geoff Pollard发起了一项计划，旨在让更多孩子在学校阶段参与网球运动；OTF的球员发展和市场营销顾问Barry McMillan与澳新银行集团（ANZ）联系，寻求该计划的财政支持。澳新银行集团同意赞助一项在太平洋岛屿国家实施的“网球进学校”计划。